# Legenda vagyok (regény)

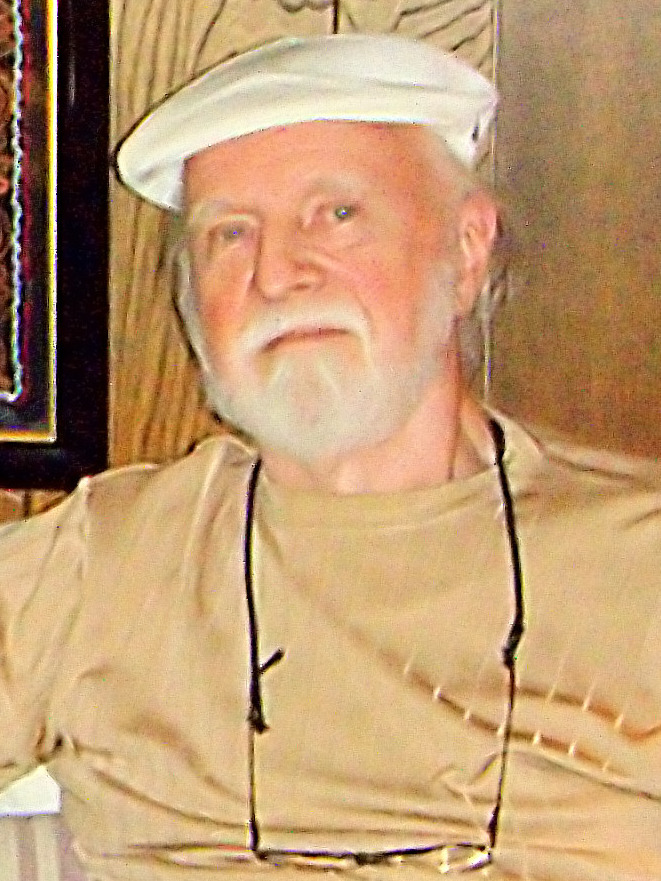
Richard Matheson, a mű szerzője.

A Legenda vagyok (eredeti címén: I Am Legend) című posztapokaliptikus Richard Matheson regény 1954-ben jelent meg. A regény fő szereplője Robert Neville, a Földön pusztító járvány egyik utolsó túlélője. A regény főként a férfi megpróbáltatásait, küzdelmeit, és nyomozását – amely során fel kívánja deríteni a vírus okát – mutatja be.

## Történet
|  | Alább a cselekmény részletei következnek! |

1976-ot írunk. Robert Neville Los Angelesben él egymagában. Szeretteit, barátait és mindent amit szeretett, elpusztított egy titokzatos vírus, amely vámpírrá változtatja az embereket. A vámpírok viszont csak éjszaka aktívak, így Neville napközben szabadon mozoghat az elpusztított városban. Ezt az időt javarészt szükségleteinek begyűjtögetésével illetve vámpírok kiiktatásával tölti (az alvó szörnyetegek szívébe karót döf). Neville házát erőddé alakítja, s ennek falai közt próbálja túlélni a vámpírok egy csoportjának mindennapos éjszakai ostromait.
Néhány hónappal a tragédiát követően végre nyomozásba kezd. Célja, hogy rájöjjön a vírus okára és annak gyors elterjedésére. Több orvostudományi szakkönyvet elolvas és szerez egy mikroszkópot valamint egyéb felszerelést, hogy rájöjjön a vírus titkára.
Neville végül három évet él egyedül. Olyannyira megszokja a magányt, hogy valójában már nem is vágyik társra, ugyanis már elfelejtett emberekkel kommunikálni. Egy nap végül talál egy élő nőt, Ruth-ot. Először bizalmatlan a nővel szemben, mert az hiszi ő is vámpír. Néhány napon belül azonban megszereti őt és elhatározza: kideríti vámpír-e a nő. Ruth ekkor kiszedi belőle mit tudott meg eddig a vámpírokról. Amikor Neville éppen Ruth vérét vizsgálná meg a mikroszkóp alatt (hogy megnézze megtalálható-e benne a vámpír-vírus) a nő leüti egy kalapáccsal, így elveszti az eszméletét. Ébredését követően egy levelet talál, amelyben Ruth bevallja, hogy a vámpírok egy csoportjának tagja, akik új társadalmat szerveznek. A levélben továbbá felhívja Neville figyelmét arra, hogy el kell menekülnie, az új társadalom ugyanis a halálát kívánja. Bár Robert többször is megpróbál elmenekülni, túl sok emlék köti a házához. Egy napon az új társadalom fegyveres csoportja elfogja, miközben súlyosan megsebesül.
Neville egy cellában ébred, iszonyú fájdalmakkal. Hamarosan bejön Ruth, akivel az új társadalomról beszélget. Megtudja és megérti, hogy az új társadalom lakói jogosan gyűlölik őt, általa kiirtott fajtársaik miatt. Ruth elmondja neki, hogy halál vár rá, mert a lakók ki akarják végeztetni őt. Ruth azonban megsajnálja az utolsó embert, és néhány kapszulát ad neki, lehetőséget teremtve ezzel az öngyilkosságra. Ruth végül magára hagyja Neville-t, aki egy utolsó gondolatmenet után végül beveszi a tablettákat.
|  | Itt a vége a cselekmény részletezésének! |

## Kritikai fogadtatás
Számos kritikus méltatta a regényt, amelyet Drakula óta rengetegen a legjobb vámpír-regénynek tartanak.
Elismerően nyilatkozott róla például a híres író, Stephen King is:

| „ | Az olyan könyvek, mint a legenda vagyok, inspirációt jelentettek számomra. | ” |
|   |                                                                            |   |

Egy másik elismert író, Dean Koontz is pozitívan vélekedett a műről:

| „ | A legokosabb és leghúsbavágóbb vámpírtörténet a Dracula óta. | ” |
|   |                                                              |   |

## Magyarul
- Legenda vagyok; ford. Kamper Gergely; Aranytoll, Szeged, 2008

## Adaptációk

### Képregény-adaptációk
A könyvből több könyvadaptáció is készült:
- 1991-ben az Eclipse Comics adott ki egy ötrészes mini-képregénysorozatot ami a könyvön alapult. Címe: Richard Matheson's I Am Legend. Fő készítői Steve Niles és Elman Brown.[1]
- 2007-ben jelent meg az I Am Legend: Awakening amelyet a San Diego Comic Con adott ki.[2]

### Filmadaptációk
- A könyv első filmadaptációja 1964-ben jelent meg The Last Men on Earth (Az utolsó ember a földön) címmel. Ubaldo Ragona és Sidney Salkow filmjében Vincent Price alakította Dr. Robert Neville-t.
- 1971-ben jelent meg egy másik filmadaptáció Az Omega ember (The Omega Man) címmel. Boris Sagal filmjéban Robert Neville-t Charlton Heston alakította.
- A harmadik, és eddig legsikeresebb adaptáció, a Legenda vagyok 2007-ben jelent meg Francis Lawrence rendezésében, a főszerepben Will Smith-szel.
- 2007-ben készült el a negyedik adaptáció is, I am Omega (Omega vagyok) címmel, ami az előző film kis költségvetésű változata.